# ميشيل بيرغيرون
ميشيل بيرغيرون هو لاعب هوكي جليد كندي، ولد في 11 نوفمبر 1954 في شيكوتيمي في كندا.

## وصلات خارجية
- ميشيل بيرغيرون على موقع دوري الهوكي الوطني (الإنجليزية)
- ميشيل بيرغيرون على موقع قاعة مشاهير الهوكي (لاعب أن.إتش.أل) (الإنجليزية)
- ميشيل بيرغيرون على موقع EliteProspects.com (الإنجليزية)
- ميشيل بيرغيرون على موقع HockeyDB.com (الإنجليزية)
- ميشيل بيرغيرون على موقع Hockey-Reference.com (الإنجليزية)